# Audi A7
Der Audi A7 Sportback ist ein von der Audi AG produzierter fünftüriger Pkw mit Fließheck. Er basiert auf der gleichen Plattform wie der Audi A6 und war Konkurrent anderer hochpreisiger Pkw mit Fließheck; z. B. des Mercedes-Benz CLS und des BMW 6er Gran Coupé.
Die erste Generation A7 C7 wurde ab Sommer 2010 produziert. Im Oktober 2017 wurde die zweite Generation A7 C8 vorgestellt, die ab Februar 2018 verkauft wurde. Auf Basis dieser Generation baut SAIC Volkswagen ausschließlich für den chinesischen Markt seit September 2021 die Stufenheck-Limousine A7L.

## Baureihen im Überblick

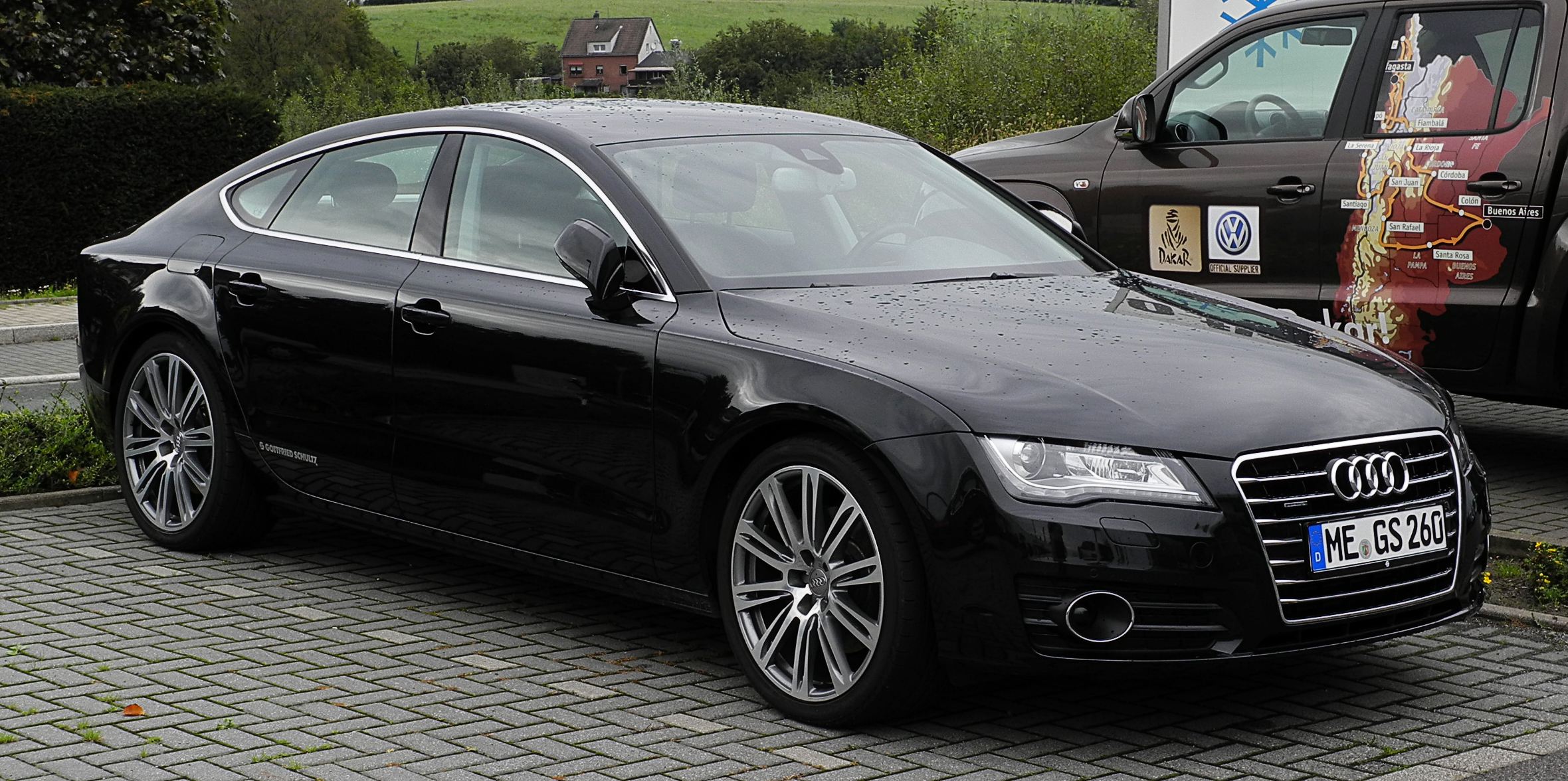
Audi A7 C7 (07/2010–02/2018)
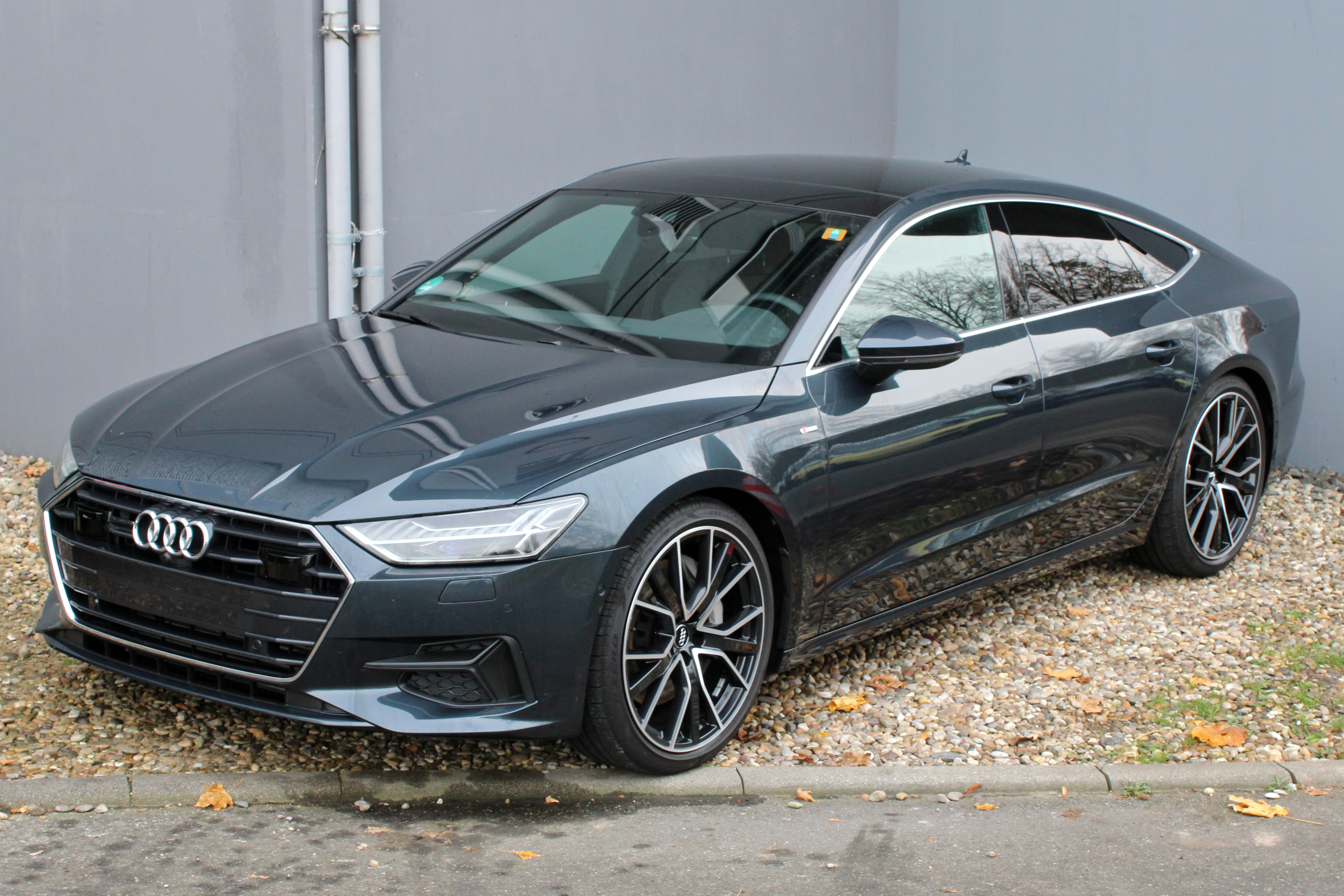
Audi A7 C8 (02/2018–03/2025)
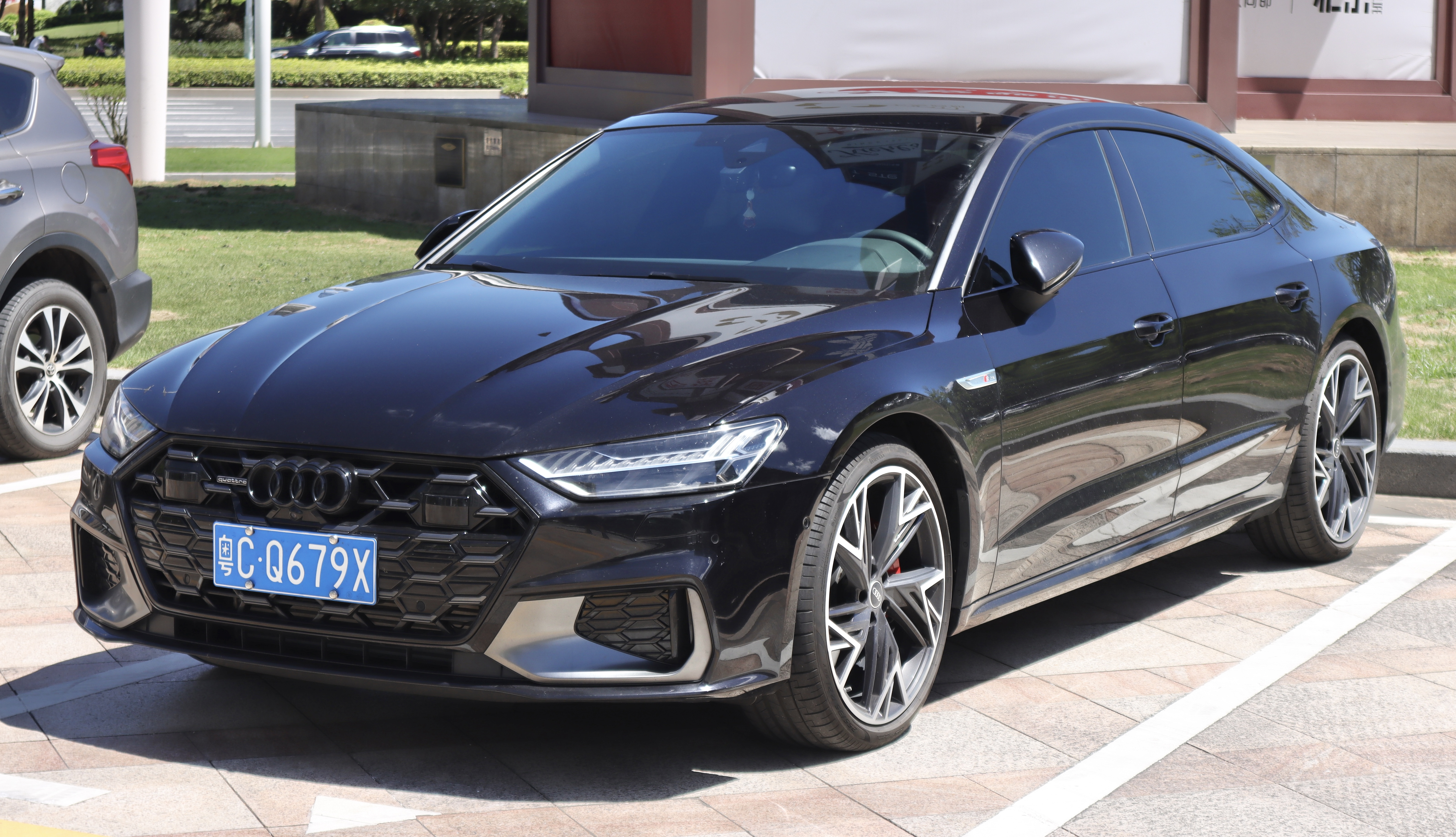
Audi A7L C8 (seit 09/2021)